# دوير الشيخ سعد
دوير الشيخ سعد قرية تتبع منطقة طرطوس في محافظة طرطوس. تبعد القرية 6 كم عن مدينة طرطوس وتقع فوق مصطبة ساحلية حددتها المسيلات المائية وترتفع القرية عن مستوى سطح البحر 200م , وتتميز القرية بوجود مغارة «الدرة» التي تشكلت نتيجة الحت الكارستي عبر آلاف السنين وتبعد 500م عن مركز القرية ولكنها غير مستثمرة سياحيا والطريق إليها غير منفذة.
وتتبع لهذه القرية قرى بسماقة ومزرعة بيت السلطان وهي متصلة فيما بينها بشبكة طرق واسعة والطريق إليها جميلة تظللها أشجار الزيتون على مسافة ألفي متر من القرية.